# Uljana Semjonova

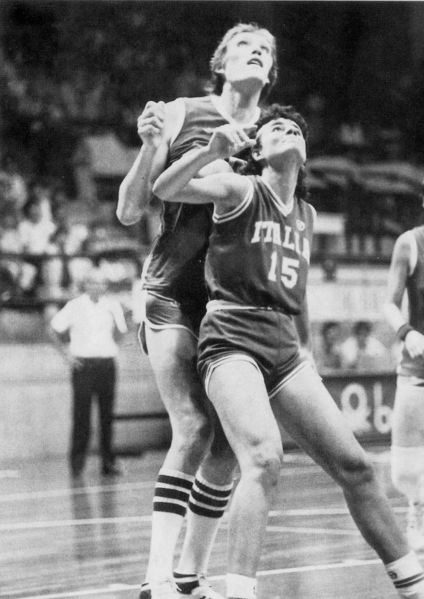
Uljana Semjonova och Stefania Passaro 1982.

Uljana Larionovna Semjonova (ryska: Ульяна Ларионовна Семёнова), född 9 mars 1952 i Medumi utanför Daugavpils i dåvarande Lettiska SSR, är en lettisk, före detta sovjetisk, basketbollspelare, en av de främsta basketbollspelarna genom tiderna.
Semjonova flyttade som 13-åring till Riga och spelade 1967-1989 för TTT Riga. Hon blev sovjetisk mästare 15 gånger. Hon spelade i Sovjetunionens basketlandslag 1968-1986 och blev världsmästare tre gånger, Europamästare tio gånger och tog OS-guld två gånger. Semjonova är 2,13 meter lång och har skostorlek 58. Hennes basketbollskor är utställda på Lettlands olympiska museum i Riga.